# جامعة نيو هيفن
جامعة نيو هيفن (بالإنجليزية: University of New Haven)، هي جامعة خاصة في ويست هيفن، كونيتيكت، على حدود مدينة نيو هيفن الأكبر ولونغ آيلاند ساوند. بين الحرم الجامعي الرئيسي في ويست هيفن وحرم كلية الدراسات العليا في أورانج، كونيتيكت، تمتد أراضي الجامعة على ما يقرب من 122 فدانًا من الأرض. تضم الجامعة كلية الآداب والعلوم، وكلية بومبيا للأعمال، وكلية تاجلياتيلا للهندسة، وكلية هنري سي لي للعدالة الجنائية وعلوم الطب الشرعي، وكلية العلوم الصحية.
الجامعة عضو في مؤتمر نورث إيست-10 وتميمتها عبارة حصان حرب من العصور الوسطى يسمى تشارجر.

## تاريخ
تأسست جامعة نيو هيفن في عام 1920 باسم كلية نيو هيفن جونيور للشبان المسيحين (جمعية الشبان المسيحيين)، وهي قسم من جامعة نورث إيسترن، والتي تشارك المباني والمختبرات وأعضاء هيئة التدريس في جامعة ييل، منذ ما يقرب من أربعين عامًا.

### معالم
- 1920 - تأسست كلية نيو هيفن جونيور للشبان المسيحين (جمعية الشبان المسيحيين) كفرع من جامعة نورث إيسترن.[6]
- 1923 - تم منح أول درجات علمية جامعية.[6]
- 1926 - حصل على ميثاق الدولة باسم «كلية نيو هيفن».[6]
- 1948 - حصل على الاعتماد من جمعية نيو إنجلاند للكليات والمدارس الثانوية.[6]
- 1958 - حصل على الإذن لمنح درجة بكالوريوس العلوم في الأعمال والهندسة.[6]
- 1960 - انتقل إلى ويست هيفن إلى موقع دار الأيتام السابق في المقاطعة، إليس سي ماكسسي هول.[6]
- 1965 - تم بناء مركز الطلاب.[6]
- 1966 - حصل على الاعتماد لبرامج البكالوريا.[6]
- 1968 - مبنى هندسي مشيد.[6]
- 1969 - افتتاح برنامج الدراسات العليا؛ بناء أول مبنى سكني.[6]
- 1970 - أعيدت تسميتها «جامعة نيو هيفن».[6]
- 1971 - مجمع رياضي مضاف.[6]
- 1974 - تم تشييد مكتبة مارفن ك. بيترسون.[6]
- 1975 - تم شراء قاعة هاروغاري.[6]
- 1985 - استحوذ على نادي أربايتر مانير شور (بالألمانية: (AMC) Arbeiter Maenner Chor).[6]
- 1991 - تشييد المبنى الجديد للقبول.[6]
- 1995 - نقل الفرع الجنوبي الشرقي إلى كلية ميتشل في نيو لندن.[6]
- 2012 - تم افتتاح حرم القمر الصناعي في براتو بإيطاليا.
- 2013 - تم شراء الحرم الجامعي البرتقالي.[7]
- 2014 - ضم كلية الفنون الجميلة بأكاديمية لايم.
- 2018 - قدمت خططًا لحملة «البناء من أجل النجاح» بما في ذلك إضافة مركز بيرجامي للعلوم والتكنولوجيا والابتكار إلى الحرم الجامعي، وترقيات قاعة دودز، وتجديد قاعة الإقامة والمرافق الرياضية.[8]
- 2018 - تم الإعلان عن وقف العروض الأكاديمية لمنح الدرجات العلمية في أكاديمية لايم للفنون الجميلة.[9]
- 2019 - الإعلان عن أن الحملة الشاملة الافتتاحية، تحدي تشارجر، تجاوزت هدفها الأصلي البالغ 100 مليون دولار، وأعدت هدفها إلى 120 مليون دولار.[10]
- 2020 - افتتح مركز بيرجامي للعلوم والتكنولوجيا والابتكار واحتفل بمرور 100 عام على كونه مؤسسة تعليمية.[11]

## أكاديميون
تضم جامعة نيو هيفن ما يقرب من 100 برنامج جامعي و 50 برنامج دراسات عليا. ما يقرب من 33٪ من الطلاب مسجلين في الفنون والعلوم، و 21٪ في الأعمال التجارية، و12٪ في الهندسة، و34٪ في العدالة الجنائية وعلوم الطب الشرعي.
تم الاعتراف على المستوى الوطني بعدد من برامج درجة البكالوريوس بالجامعة، وعلى الأخص البرامج الهندسية المعتمدة وطنياً، وعلوم الطب الشرعي، والعدالة الجنائية، وعلم الأحياء البحرية، والموسيقى والتسجيل الصوتي، فضلاً عن صناعة الموسيقى. تم اختيار برنامج المسرح بكلية الآداب والعلوم لاستضافة مهرجان مسرح الكلية الأمريكية بمركز كينيدي في يناير 2012.
ظهرت جامعة نيو هيفن في دليل برينستون لأفضل 381 كلية لعام 2017، بالإضافة إلى دليل أفضل 386 كلية لعام 2021. في العامين الماضيين، تم إدراج الجامعة في قائمة استعراض برينستون الأفضل في قائمة نورث إيست.
في تصنيفات يو إس نيوز آند وورلد ريبورت لعام 2020، احتلت جامعة نيو هيفن المرتبة 59 في فئة الجامعات الإقليمية (الشمالية).
في عام 2015، حصلت كلية الأعمال بجامعة نيو هيفن على اعتماد من الجمعية العالمية لتطوير كليات إدارة الأعمال أي أي سي أس بي (AACSB).

## مباني الحرم الجامعي
تضم جامعة نيو هيفن حاليًا 48 مبنى في الحرم الجامعي، بما في ذلك معهد هنري سي لي لعلوم الطب الشرعي - وأحدث مبنى، وهو مركز برجامي للعلوم والتكنولوجيا والابتكار.

### المباني السكنية
تقدم جامعة نيو هيفن 14 قاعة إقامة داخل الحرم الجامعي وخارجه ترعاها الجامعة. تتكون من:
- أتوود.
- قاعة برجامي.
- قاعة بيثيل.
- قاعة بيكسلر.
- قاعة سيلينتانو.
- قاعة دنهام.
- تلال الغابات.
- جربر هول.[20]
- عمارات مين ستريت.
- بارك فيو.
- محكمة سافين.
- قاعة شيفيلد.
- وينشستر هول.
- ويستسايد هول.

### المباني غير السكنية
تمتلك جامعة نيو هيفن مجموعة متنوعة من المرافق غير السكنية التي تُستخدم لإيواء الفصول الدراسية وقاعات الطعام والمقاهي والصالات الرياضية ومراكز الأنشطة والموارد الطلابية. وتشمل هذه:
- ماكسسي هول.
- ستيفن وشقائق النعمان كابلان هول.
- بوابة البيت.
- قاعة الحرم الجامعي الجنوبية.
- قاعة هاروغاري.
- مكتبة مارفن ك.بيترسون.
- متجر الحرم الجامعي.
- قاعة طعام بارتيلز.
- قاعة بكمان.
- قاعة دودس.
- قاعة كابلان.
- قاعة اشلين.
- القاعة الشمالية.
- مبنى صب واي.
- مركز طب الأسنان.
- مكاتب رياضية.
- صالة تشارجر للألعاب الرياضية.
- مركز بارتلز للأنشطة الطلابية.
- مركز ألكسندر دبليو نيكلسون جونيور الصحي.
- مركز ديفيد أ. بيكرمان الترفيهي.
- أربايتر مانير شور (النادي الألماني).
- 1124 و1132 و1136 و1076 شارع كامبل.
- تشارجر بلازا.
- مبنى تشارجر بلازا ج.
- 46 شارع رودين.
- 1 حارة العناية.
- 16 شارع روكفيو.
- معهد تو عدالة الشباب.
- مختبر تعلم علوم الطب الشرعي.
- الحرم الجامعي أورانج.
- مركز برجامي للعلوم والتكنولوجيا والابتكار.

### معهد هنري سي لي لعلوم الطب الشرعي

معهد هنري سي لي لعلوم الطب الشرعي، والذي تم تخصيصه في 15 أكتوبر 2010.

افتتح معهد هنري سي لي لعلوم الطب الشرعي في حرم جامعة نيو هيفن في خريف عام 1998. كان الدكتور هنري سي لي عضوًا في هيئة التدريس بالأمم المتحدة منذ عام 1975.
تم تخصيص معهد هنري سي لي لعلوم الطب الشرعي في 15 أكتوبر 2010، ويتألف من مركز مسرح الجريمة، ومركز إدارة الأزمات، والمتحف، والمختبرات، والفصول الدراسية، وقاعة محاضرات تتسع لـ 104 مقعدًا، والدكتور هنري سي. مكتب ق.
يُعرف المعهد أيضًا بعقد محاضرات وفصول متعددة على مدار العام، يتم تدريسها جميعًا من قبل ممارسين ذوي خبرة في الطب الشرعي. تشمل الموضوعات الشائعة والمتكررة في كثير من الأحيان تصوير مسرح الجريمة والأدلة، والتحقيق في الوفيات وجرائم القتل، والتحليل المتقدم لبقع الدم والأنماط، وغيرها الكثير.
هناك تخصصات في البحث متعدد التخصصات، والتدريب، والاختبار، والاستشارات، والتعليم في علوم الطب الشرعي، ويمكن تحقيق ذلك من خلال إسكان 6 مراكز امتياز:
- المركز الوطني للحالات الباردة.
- مركز التعلم.
- مركز قيادة الطب الشرعي وإدارة الأزمات الطارئة.
- مركز التكنولوجيا المتقدمة.
- المركز الوطني للتدريب على مسرح الجريمة.[24]
- مركز البحوث والتدريب.

## ألعاب القوى
تشارجر نيو هيفن هي الفرق الرياضية التي تمثل جامعة نيو هيفن، الواقعة في ويست هيفن، كونيتيكت، في (NCAA) شعبة II الرياضات بين الكليات. تتنافس فرق ألعاب القوى الـ 17 من فريق تشارجرز، 7 رجال و 10 نساء، كأعضاء في مؤتمر نورث إيست-10. كانت نيو هيفن عضوًا في نورث إيست-10 منذ عام 2008.
في 2016-2017، فاز فريق الكرة الطائرة والبيسبول للسيدات ببطولة شمال شرق -10. تأهل 12 فريقًا من 16 فريقًا للعب ما بعد الموسم، بينما تقدمت ستة فرق (رجال ونساء عبر الضاحية، الكرة الطائرة، البيسبول، لاكروس للسيدات والكرة اللينة) إلى بطولات (NCAA). تم تسمية ستة شواحن جميع الأمريكيين وفقًا للمواسم الخاصة بهم؛ زاك فويتك (كرة القدم)، تايلر كونديت (كرة القدم)، كيندال سيتيك (لاكروس للسيدات)، نيكول بيلانجر (لاكروس للسيدات)، هانا جونسون (لاكروس للسيدات) وروبرت بيتريلو (بيسبول). خارج الملاعب والملاعب والمسارات، تم الجمع بين الطلاب الرياضيين للحصول على متوسط درجة 3.01 في ربيع عام 2017، الموسم الثامن عشر على التوالي بمعدل تراكمي 3.0 أو أعلى. بالإضافة إلى ذلك، حصل 343 طالب على جوائز في قائمة الشرف من المفوضية (NE10)، بينما تم اختيار 163 آخرون في قائمة قائمة عميد نيو هيفن.

### فرق اسكواش
| الرياضة الرجالية (7) - البيسبول. - كرة سلة. - عبر البلاد. - كرة القدم. - كرة القدم. - سباقات المضمار والميدان (داخلي وخارجي). الرياضة النسائية (10) - كرة سلة. - عبر البلاد. - الهوكي. - لاكروس. - كرة القدم. - الكرة اللينة. - تنس. - سباقات المضمار والميدان (داخلي وخارجي). - الكرة الطائرة. - كرة القدم الأمريكية. |

### نادي رياضي
يوجد 22 نادي رياضي معترف به  في جامعة نيو هيفن. رياضات الأندية هي منظمات يقودها الطلاب للترفيه أو ألعاب القوى والتي تتنافس مع الجامعات والكليات الأخرى. كل نادٍ هو منظمة طلابية معترف بها من جامعة نيو هيفن وعضو في اتحاد حاكم إقليمي أو وطني. تختلف الاشتراكات والمستحقات الفردية حسب النادي.
- لاكروس (سيدات ورجال).
- بيسبول (رجال).
- الرجبي (سيدات ورجال).
- الفريسبي النهائي.
- هوكي الميدان.
- تنس.
- كرة القدم (سيدات ورجال).
- المصارعة.
- الكرة الطائرة (سيدات ورجال).

- تنس الريشة (مختلط).
- الرياضة الإلكترونية (مختلطة).
- الجمباز (مختلط).
- السباحة (مختلط).
- الكرة اللينة (سيدات).
- الجولف (مختلط).

### الرياضات الجماعية
ريكسبورتس (بالإنجليزية: RECSports)، هو برنامج رياضي جماعي واسع النطاق، يوفر للمشاركين فرصة التنافس والتواصل الاجتماعي من خلال البطولات الرياضية المنظمة والبطولات التي تستغرق يومًا واحدًا والأحداث الخاصة والبرامج عبر الإنترنت. يتم تقديم أكثر من 50 برنامجًا رياضيًا جماعيًا وفردًا على مدار العام الدراسي. الوصول إلى جميع برامج ريكسبورتس مجاني ومفتوح لجميع طلاب جامعة نيو هيفن.

## المنظمات الطلابية
تضم جامعة نيو هيفن 160 ناديًا ومنظمة اعتبارًا من فبراير 2013.

### الحياة اليونانية
تشمل الأخويات والجمعيات النسائية المعترف بها في الجامعة:
| المجلس اليوناني المستقل            | مجلس الأخوة               | المجلس اليوناني متعدد الثقافات | المؤتمر الوطني اليوناني      |
| ---------------------------------- | ------------------------- | ------------------------------ | ---------------------------- |
| أخوية خدمة ألفا فاي أوميغا (مختلط) | ألفا فاي دلتا الأخوة      | نادي نسائي تشي أبسيلون سيجما   | نادي نسائي ألفا سيجما ألفا   |
| نادي ألفا سيجما كابا النسائي       | الأخوة كابا جاما رو       | الأخوة سيجما إيوتا ألفا        | نادي نسائي تشي كابا رو       |
| أخوية فرقة كابا كابا بسي (مختلط)   | الأخوة سيجما ألفا إبسيلون | الأخوة لامدا ألفا أبسيلون      | نادي نسائي دلتا فاي إبسيلون  |
|                                    | الأخوة سيجما تشي          | نادي لامدا بي أبسيلون النسائي  | نادي فاي سيجما سيجما النسائي |
|                                    |                           | نادي نسائي أوميغا فاي بيتا     |                              |
|                                    |                           | الأخوة فاي بيتا سيجما          |                              |
|                                    |                           | الأخوة سيجما لامدا بيتا        |                              |

### حكومة الطلاب الجامعيين
تضم الرابطة الحكومية للطلاب الجامعيين (USGA) في جامعة نيو هيفن جميع المنظمات الطلابية المعترف بها بالجامعة (RSOs). تقع المكاتب في الطابق العلوي من قاعة بارتيلز، مركز الطلاب بالجامعة.

### اللجنة الطلابية لفعاليات البرمجة
لجنة الطلاب لأحداث البرمجة (SCOPE) هي منظمة برمجة يديرها الطلاب وتتكون من عدة لجان: الروح والتقاليد، والترفيه، ورحلات تشارجر، والأفلام والتكنولوجيا، والجدة والتنوع، وكراسي التسويق.

### جريدة الطالب
نشرة تشارجر هي الصحيفة الرسمية التي يديرها الطلاب في جامعة نيو هيفن في ويست هيفن، كونيتيكت منذ عام 1938. يتم نشره أسبوعيا بتنسيق التابلويد. يكتب كل من طلاب البكالوريوس والدراسات العليا للورقة. تصدر النشرة أسبوعيًا كل يوم ثلاثاء بينما تكون الفصول الدراسية في الجلسة. يتم توزيع النسخة الورقية من النشرة مجانًا في جميع أنحاء الحرم الجامعي للأمم المتحدة، كما يتم نشرها على الإنترنت.
تاريخياً، كانت النشرة نشطة في ليلة الكلية، وهو حدث لجميع طلاب الجامعات المحليين يقام في منطقة برودواي في وسط مدينة نيو هيفن، كونيتيكت. تشمل الكليات المشاركة، جامعة ييل، جامعة ولاية كونيتيكت الجنوبية، وكلية ألبرتوس ماغنوس.

### الفرقة المسيرة
تعد فرقة مسيرة جامعة نيو هيفن تشارجرز (UNMB) واحدة من أسرع الفرق الموسيقية الجماعية نموًا في البلاد، حيث بدأت في عام 2009 مع 20 عضوًا فقط وتتقدم الآن أكثر من 260 عضوًا.
تتكون فرقة المسيرة من طلاب البكالوريوس والدراسات العليا من كل برنامج درجة تقريبًا في الحرم الجامعي وهي أكبر منظمة في الحرم الجامعي. يشمل الأعضاء أولئك الذين لديهم خبرة في البطولات الثانوية وفرق الطبول بالإضافة إلى أولئك الذين لم تشارك فرق المدرسة الثانوية في مسيرة على الإطلاق. تقدم الفرقة عروضها في جميع مباريات كرة القدم المنزلية، بالإضافة إلى العديد من مسابقات المدرسة الثانوية في جميع أنحاء ولاية كونيتيكت، وسافرت أيضًا إلى ملعب فيتون في كلية الصليب المقدس في ورسستر، ماساتشوستس، وتسافر سنويًا إلى ملعب بيرني كروم في ألينتاون، بنسلفانيا، شاركت مؤخرًا في مهرجان الفرقة المسيرة الجماعية.
الفرقة تحت إشراف جيسون ديغروف. المخرج المساعد ومنظم البطاريات هو الدكتور ألكسندر كاسيميرو، ومنسق الموسيقى كيث موراي.

### الكتاب السنوي
الكتاب السنوي للعربة هو كتاب سنوي يديره الطلاب في جامعة نيو هيفن ومكلف بإصدار الكتاب السنوي للجامعة. عادةً ما يسلط الضوء على الكتاب السنوي للعربة: فصل التخرج والمنظمات الطلابية المعترف بها والعديد من الأحداث والاحتفالات على مستوى الحرم الجامعي.

### محطة إذاعية
وقعت المحطة الإذاعية غير التجارية التابعة للجامعة، إذاعة دبليو إن إتش يو -إف إم، لأول مرة على الهواء في الساعة 1600 بتوقيت شرق الولايات المتحدة في 4 يوليو 1973. انتقلت استوديوهات إذاعة دبليو إن إتش يو إلى منزلها الحالي في شارع رودن في لويس المركز الإعلامي لبث إيفالين بيرجامي في عام 2015. يتضمن موقعها في شارع رودن مساحة إنتاج للبرمجة الحية والمسجلة وغرفة الخادم ومكاتب الموظفين وصالة الطلاب. يدار إذاعة دبليو إن إتش يو من قبل فريق قيادة طلابي مكون من 10 أشخاص. تشمل المناصب مدير المحطة ومدير العروض الترويجية ومدير شركة آيرتشيك ومدير برنامج إذاعة دبليو إن إتش يو ومدير جمع التبرعات ومدير البرنامج / الموسيقى ومدير الإنتاج. بدأ قسم الاتصالات بجامعة نيو هيفن العمل مع محطة الراديو للطلاب للوصول إلى المحطة. تعمل المحطة كمختبر لتعليم الطلاب وكمصدر لبرامج متنوعة ثقافيًا للمجتمعات التي نخدمها. يتم بث إذاعة دبليو إن إتش يو على 88.7 إف إم. تعتبر إذاعة دبليو إن إتش يو أفضل محطة إذاعية جامعية في ولاية كونيتيكت وفقًا لـ نيو هيفن أدفوكيت، التي منحت المحطة «أفضل محطة راديو جامعية» لأكثر من 6 سنوات متتالية.
تشتهر إذاعة دبليو إن إتش يو بالبرمجة الانتقائية مع عروض تتراوح من الموسيقى الجديدة والروك والإنجيل والفانك والبرامج الحوارية إلى التنسيقات المتخصصة مثل موسيقى البولكا والموسيقى الأيرلندية. على عكس العديد من المحطات الإذاعية للكلية أو المجتمع حيث يتغير منسقو الأغاني بشكل متكرر، استضافت بعض شخصيات إذاعة دبليو إن إتش يو برامج لسنوات، وكثير منهم من خريجي الأمم المتحدة.
في 4 يونيو 2013، بثت إذاعة دبليو إن إتش يو مجموعة حية مدتها 11 ساعة تضم دي جي من العقد التأسيسي للمحطة. هذا الحدث الذي استمر طوال اليوم، والذي أقيم من الساعة 10 صباحًا حتى 9 مساءً منطقة زمنية شرقية كانت تحتفل بالذكرى الأربعين للمحطة. تم بث إذاعة دبليو إن إتش يو لأول مرة على الهواء مباشرة في 4 يونيو 1973.

### إذاعة دبليو إن إتش يو-2
يبدأ الطلاب عادة وقتهم في المحطة مع إذاعة دبليو إن إتش يو-2، البث عبر الإنترنت من جامعة نيو هيفن. يتم تدريس التدريب للطلاب لبدء عرضهم الخاص من قبل مديرة إذاعة دبليو إن إتش يو2، حاليًا ليا ووكر. كما هو مذكور على موقع إذاعة دبليو إن إتش يو.org، «إن كل ما يدور حوله إذاعة دبليو إن إتش يو-2 هو الشعور غير المصفي بالحرية الإبداعية، لذلك قد تواجه لغة وكلمات وقصصًا صريحة. الآراء المعبر عنها في إذاعة دبليو إن إتش يو-2 هي آراء طلابنا وطلابنا وحدهم».

### مسرح باكنال
تم تسمية مسرح باكنال على شرف ويليام ل. يقدم المسرح حوالي إنتاجين في الفصل الدراسي بالإضافة إلى العديد من الوظائف للجامعة على مدار العام الدراسي. تتضاعف المساحة أيضًا كمساحة تعليمية للعديد من الفصول الدراسية المتعلقة بقسم الفنون، وبشكل أكثر تحديدًا تخصصات المسرح. تستخدم كقاعة محاضرات ومجهزة بمكاتب قابلة للسحب في كل مقعد من 250 مقعدًا.

### اتحاد الطلاب السود
تأسس اتحاد طلاب جامعة نيو هيفن السود (BSU) في عام 1973 وكان أول منظمة طلابية في حرم الجامعة للطلاب الملونين. مثل معظم اتحادات الطلاب السود الأخرى في حرم الجامعات في ذلك الوقت، ولد اتحاد الطلاب السود التابع للأمم المتحدة من رحم حركة الحقوق المدنية وكان استباقيًا في إحداث تغيير في الحرم الجامعي بما في ذلك برامج التوعية الثقافية، وطلب دورات في التاريخ الأفريقي الأمريكي، والعمل عن كثب مع الأخويات. والجمعيات النسائية.
في 6 أبريل 2013، احتفل اتحاد الطلاب السود بالذكرى الأربعين لتأسيسه خلال حفل كرة سانكوفا السنوي الذي أقيم خلال عطلة نهاية الأسبوع لخريجي الأسود واللاتينيين بالجامعة.

## خريج متميز
تضم جامعة نيو هيفن ما يقرب من 50000 خريج.
- أميرة الطويل، أميرة سعودية.
- باتريك أرنولد، كيمياء الستيرويد.
- ستيف بدروسيان، بيسبول.
- هاري بواتسوين (كرة القدم).
- دوريندا كينان بورير (سياسية).
- جمال بومان (سياسي).
- كاميرون درو (بيسبول).
- شخصيات فيفيان ديفيس (سياسي).
- لوبي هاربر جونيور، قاضية مساعدة، محكمة كونيتيكت العليا.
- دارين إم هاينز، المذيع الرياضي لـ (WUSA9) التابعة لشبكة سي بي إس في واشنطن العاصمة.
- واين جونسن (ملاكمة).
- فيرين كاباديا (الرئيس التنفيذي).
- دين لومباردي (المدير العام السابق لدوري (NHL) في لوس أنجلس كينغز).
- جيمس ماكافري (ممثل).
- مايلز ماكفرسون (كرة القدم).
- سليم نجيم (سياسي).
- روب بالمر (معلق تلفزيوني / مذيع رياضي).
- جون إم بيكارد (عمدة ويست هيفن، كونيتيكت).
- مايكل ج. روبيو (سياسي).
- إل. تيموثي ريان (رئيس الطهاة).
- أدريان سيريوكس (كرة القدم).
- مدرب توني سبارانو اتحاد كرة القدم الأميركي.
- روبرتو تايلور (كرة القدم).
- ديف والاس (بيسبول).

## الكلية والطاقم
تبلغ نسبة الطلاب إلى أعضاء هيئة التدريس تقريبًا 16: 1، بمتوسط حجم الفصل 20 طالبًا. تضم الجامعة ما يقرب من 510 من أعضاء هيئة التدريس و 278 من أعضاء هيئة التدريس المتفرغين بالإضافة إلى الأساتذة غير المتفرغين والأساتذة المساعدين. من أعضاء هيئة التدريس المتفرغين، 84.9٪ يحملون أعلى درجة في مجالهم.

### أساتذة بارزون
- هنري سي لي (متقاعد، أستاذ سابق في علم الطب الشرعي) - عمل في قضايا شهيرة مثل جريمة قتل جون بينت رامزي، وجريمة قتل هيل كرافتس وود شيبر، وقضيتي أو جيه سيمبسون ولاسي بيترسون، والتحقيق الجنائي بعد 11 سبتمبر، وبيلتواي إطلاق النار من قبل القناصة وإعادة التحقيق في اغتيال جون كينيدي.[44]
- جلين ماكجي (أستاذ الإدارة) - باحث في السياسة الصحية وأخلاقيات علم الأحياء. مؤلف كتب «إنه طفل مثالي»، «ما وراء علم الوراثة»، «أخلاقيات علم الأحياء للمبتدئين». رئيس التحرير المؤسس للمجلة الأمريكية لأخلاقيات البيولوجيا ومجلة أخلاقيات البيولوجيا الأساسية؛ زميل سابق في معهد ليونارد ديفيس لاقتصاديات الصحة (1996-2010)؛ حاصل على زمالة الأطلسي في السياسة العامة (2000) من المملكة المتحدة؛ قام بتأليف أعمدة منتظمة في مجلة العالِم وألباني تايمز يونيون و (MSNBC).
- إبراهيم باجيلي (رئيس كلية علوم الكمبيوتر،[45] مساعد عميد كلية تاغلياتيلا للهندسة [46]) ومؤسس مجموعة أبحاث الطب الشرعي الإلكتروني والتعليم بجامعة نيو هيفن.[47] كما كان رئيس تحرير سابق لمجلة الأدلة الجنائية والأمن والقانون (JDFSL).
- نيكوديم بوبلاوسكي (أستاذ الفيزياء)، اشتهر على نطاق واسع بالفرضية القائلة بأن كل ثقب أسود يمكن أن يكون مدخلًا لكون آخر وأن الكون قد تشكل داخل ثقب أسود موجود هو نفسه في كون أكبر.[48] كما ظهر Popławski في حلقة من البرنامج التلفزيوني عبر الثقب الدودي بعنوان «هل هناك أكوان موازية؟» وفي حلقة من برنامج قناة ديسكفري بعنوان «هل هناك كون موازي؟»، والتي استضافها مورجن فريمان وبثت في عام 2011. وقد تم تسميته من قبل مجلة فوربس في عام 2015 كواحد من خمسة علماء في العالم على الأرجح أصبح ألبرت أينشتاين القادم.[49] اعتبارًا من عام 2020، نشر الدكتور نيكوديم بوبلاوسكي أعماله الرائدة حول الثقوب السوداء والأكوان المتعددة في مجلة أسس الفيزياء.[50]
- هوراشيو ستروثر (أستاذ التاريخ المساعد)، مؤلف الكتاب الموثوق به عن مترو الأنفاق في ولاية كونيتيكت.[51]

## روابط خارجية
- الموقع الرسمي
.
- موقع نيو هيفن لألعاب القوى.
- نشرة تشارجر - جريدة الطالب.

```
في ويكي بيانات]]
```